# Ірена Адамович
Іре́на Адамо́вич (пол. Irena Adamowicz, 11 травня 1910, Варшава, Російська імперія — 12 серпня 1973, Варшава, Польща) — польська громадська діячка, під час німецької окупації — підпільниця Армії Крайової, зв'язкова між цілим рядом єврейських гетто, праведниця народів світу.

## Біографія

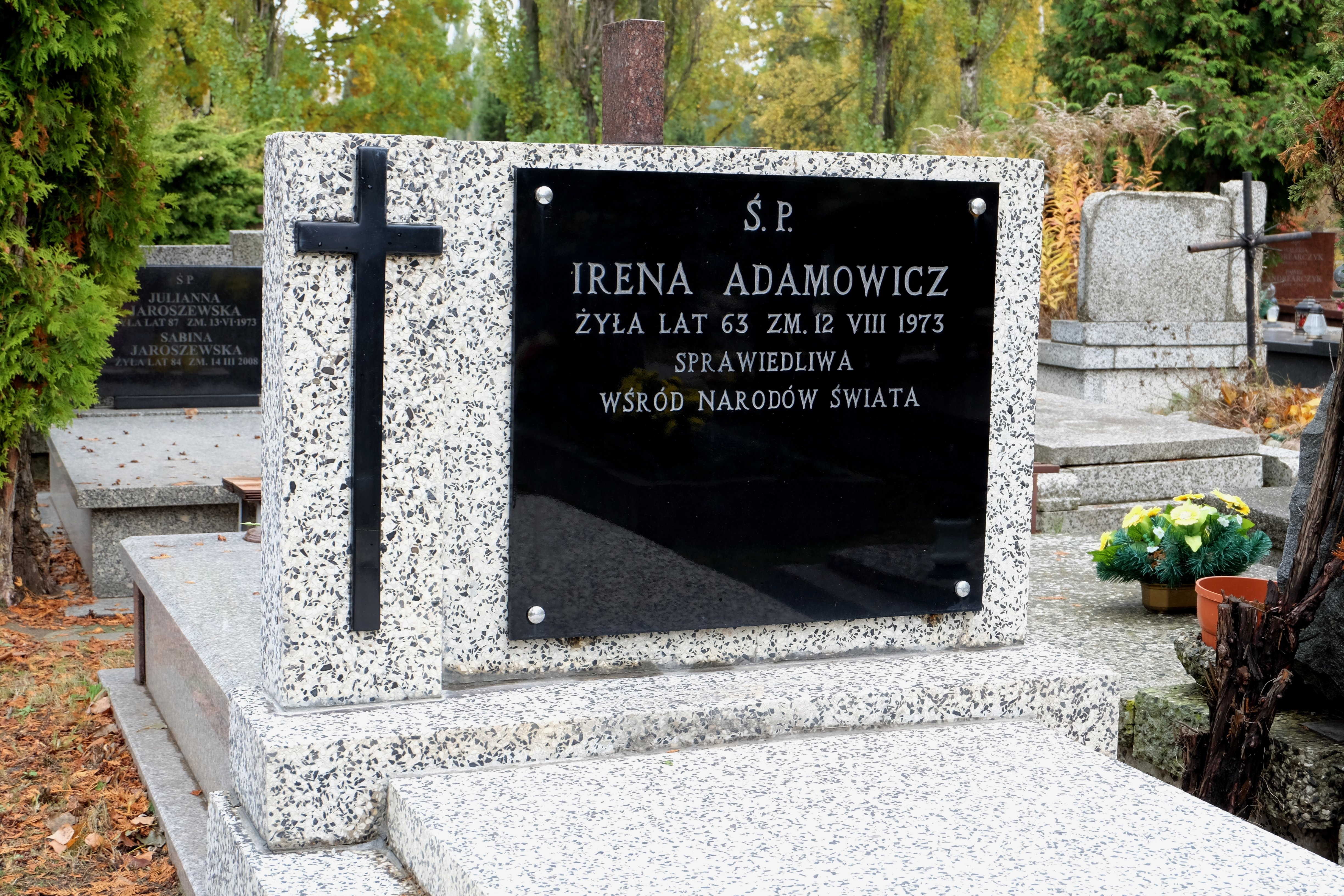
Могила Ірени Адамович на Північному комунальному кладовищі у Варшаві

Народилася в аристократичній родині. Навчалася у Варшавському університеті. Займалася соціальною роботою, була однією з лідерів скаутського руху в Польщі. Будучи католичкою, допомагала в освіті не тільки польським скаутам, але і єврейській молодіжній організації Ха-Шомер ха-Цаіру в 1930-ті роки, співпрацюючи з Арі Вільнером.
Після вторгнення нацистів до Польщі була активісткою Армії Крайової. Була зв'язковою між підпільними організаціями в гетто Варшави, Білостока, Вільнюса, Каунаса і Шауляя, а також між єврейським підпіллям та Армією Крайовою.
Після війни працювала в польському Управлінні репатріації у Франкфурті як перекладачка й інспекторка дитячих будинків, також була співробітницею Національної бібліотеки у Варшаві. Ірена Адамович продовжувала підтримувати контакти в'язнями гетто, що вижили. 1958 року відвідала Ізраїль.
По смерті стала однією з героїнь книги «Праведники народів світу; як поляки допомагали євреям, 1939—1945», виданої в 1969 році. За допомогу євреям під час Голокосту в 1985 році удостоєна звання праведниці світу Інститутом Катастрофи і героїзму Яд Вашем в Єрусалимі.